# Sneferka
Sneferka (fl. XXII secolo a.C.) è stato un faraone appartenente alla VIII dinastia egizia.

## Biografia
L'unica delle liste reali che riporta i nomi dei sovrani che formano VIII dinastia è quella di Abido, in cui Sneferka occupa il posto n 47.
Il Canone Reale è danneggiato e del tutto illeggibile proprio nella parte che dovrebbe contenere i sovrani di questa dinastia.
Come per altri sovrani di questa dinastia e delle dinastie IX e X è possibile che Sneferka abbia regnato solamente su parte dell'Egitto e contemporaneamente con altri dinasti.
Il nome di questo sovrano compare, nella forma,
| nfr | D29 |

| nfr | D29 |

| nfr | D29 |

| nfr | D29 |

nfr mnw - Neferkamenu - Perfetto è il Ka di Min
su una placchetta d'oro conservata al British Museum

## Liste Reali
| z | nfr | kA |

| z | nfr | kA |

| z | nfr | kA |

| z | nfr | kA |

| z | nfr | kA |

| z | nfr | kA |

| z | nfr | kA |

| z | nfr | kA |